# 다리가 있다면 너를 걷어찰거야
"다리가 있다면 너를 걷어찰거야"(영어: If I Had Legs I'd Kick You)는 2025년 개봉 예정인 미국의 코미디 드라마 영화로, 메리 브론스타인이 감독과 각본을 맡았다. 제75회(2025년) 베를린 국제 영화제 은곰상 주연상 수상작이자 황금곰상 경쟁후보작이다.